# Nuevo Colombino
Estadio Nuevo Colombino – stadion piłkarski, który znajduje się w mieście Huelva, Hiszpania. Od 2001 roku swoje mecze rozgrywa na nim drużyna Recreativo de Huelva. Obiekt pomieścić może 21 670 widzów.